# Antoine Deparcieux
Antoine Deparcieux, född 28 oktober 1703 i Portes nära Alès i departementet Gard, död 2 september 1768 i Paris, var en fransk matematiker och fysiker.
Deparcieux kom ganska ung till Paris, där han först uppehöll sig med att tillverka solur, men småningom bröt sig en bana genom mekaniska uppfinningar och konstruktioner, bland annat av vattenuppfordringsverk och vattenhjul. Flera avhandlingar om dessa ämnen inlämnade han till franska Vetenskapsakademien. Han blev ledamot av nämnda akademi 1746 och av svenska Vetenskapsakademien 1758. 
Med stöd av de i Frankrike sedan 1689 införda tontinerna uppgjorde han mortalitetstabeller: Essai sur la probabilité de la durée de la vie humaine (1746) med Addition à l'essai etc. (1760), och använde därvid, dock fullt oberoende, principer liknande dem, som nederländaren Willem Kersseboom något tidigare följt. Hans mortalitetstabeller lades till grund för alla försäkringsbolags kalkyler i Frankrike.